# Polska na Letnich Igrzyskach Olimpijskich 2008
| Występy Polaków na Letnich Igrzyskach Olimpijskich 2008 |     |       |        |      |      |      |      |      |      |        |
| Sportowcy                                               | Lp. | złoto | srebro | brąz | 4 m. | 5 m. | 6 m. | 7 m. | 8 m. | Punkty |
| 263                                                     | 16. | 4     | 5      | 2    | 4    | 14   | 11   | 10   | 10   | 218    |

Polskę na Letnich Igrzyskach Olimpijskich 2008 reprezentowało 263 sportowców. 9 lipca 2008 roku Polski Komitet Olimpijski zatwierdził kadrę narodową. W późniejszym terminie (17-19 lipca) ogłoszono ostateczne składy drużyn siatkarek, siatkarzy i piłkarzy ręcznych. Dodatkowo zdecydowano, że dziesięcioro lekkoatletów, którzy z różnych względów nie wypełnili minimów uprawniających ich do startu w Igrzyskach, otrzyma na to czas do 31 lipca. Ostatecznie Polska wysłała ekipę narodową liczącą 263 zawodniczek i zawodników (160 mężczyzn i 103 kobiety). Chorążym ekipy został kajakarz Marek Twardowski, funkcję szefa Polskiej Misji Olimpijskiej pełnił Kajetan Broniewski. Polska uczestniczyła w letnich igrzyskach olimpijskich po raz 19.

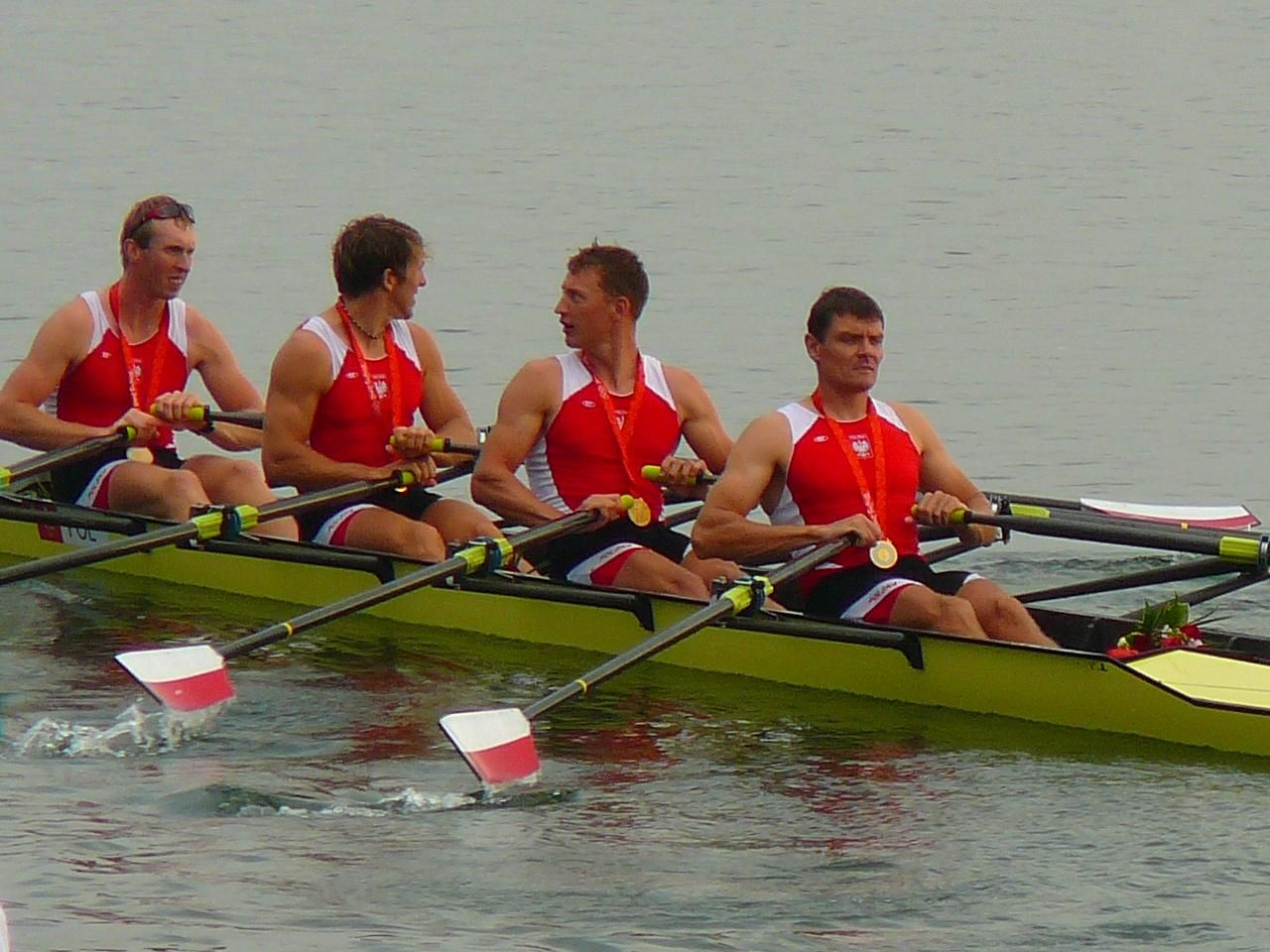
Czwórka podwójna mężczyzn: złoci medaliści

## Zdobyte medale
| Medale według dni | Medale według dni | Medale według dni | Medale według dni | Medale według dni | Medale według dni | Medale według dni |
| ----------------- | ----------------- | ----------------- | ----------------- | ----------------- | ----------------- | ----------------- |
| Dzień             | Data              |                   |                   |                   |                   |                   |
| Dzień 0           | 08.08             | —                 | —                 | —                 | —                 |                   |
| Dzień 1           | 09.08             | 0                 | 0                 | 0                 | 0                 |                   |
| Dzień 2           | 10.08             | 0                 | 0                 | 0                 | 0                 |                   |
| Dzień 3           | 11.08             | 0                 | 0                 | 0                 | 0                 |                   |
| Dzień 4           | 12.08             | 0                 | 0                 | 0                 | 0                 |                   |
| Dzień 5           | 13.08             | 0                 | 0                 | 0                 | 0                 |                   |
| Dzień 6           | 14.08             | 0                 | 0                 | 0                 | 0                 |                   |
| Dzień 7           | 15.08             | 1                 | 1                 | 0                 | 2                 |                   |
| Dzień 8           | 16.08             | 0                 | 0                 | 0                 | 0                 |                   |
| Dzień 9           | 17.08             | 2                 | 1                 | 1                 | 4                 |                   |
| Dzień 10          | 18.08             | 1                 | 0                 | 1                 | 2                 |                   |
| Dzień 11          | 19.08             | 0                 | 1                 | 0                 | 1                 |                   |
| Dzień 12          | 20.08             | 0                 | 0                 | 0                 | 0                 |                   |
| Dzień 13          | 21.08             | 0                 | 0                 | 0                 | 0                 |                   |
| Dzień 14          | 22.08             | 0                 | 0                 | 0                 | 0                 |                   |
| Dzień 15          | 23.08             | 0                 | 2                 | 0                 | 2                 |                   |
| Dzień 16          | 24.08             | 0                 | 0                 | 0                 | 0                 |                   |

| Medal  | Zawodnik                                                             | Dyscyplina           | Konkurencja                       | Rezultat | Data        |
| ------ | -------------------------------------------------------------------- | -------------------- | --------------------------------- | -------- | ----------- |
| Złoto  | Tomasz Majewski                                                      | Lekkoatletyka        | pchnięcie kulą                    | 21,51    | 15 sierpnia |
| Złoto  | Michał Jeliński Marek Kolbowicz Adam Korol Konrad Wasielewski        | Wioślarstwo          | czwórka podwójna                  | 5:41,33  | 17 sierpnia |
| Złoto  | Szymon Kołecki                                                       | Podnoszenie ciężarów | waga lekkociężka                  | 403,0    | 17 sierpnia |
| Złoto  | Leszek Blanik                                                        | Gimnastyka           | skok przez konia                  | 16,537   | 18 sierpnia |
| Srebro | Robert Andrzejuk Tomasz Motyka Adam Wiercioch Radosław Zawrotniak    | Szermierka           | szpada drużynowo                  | 29:45    | 15 sierpnia |
| Srebro | Miłosz Bernatajtys Bartłomiej Pawełczak Łukasz Pawłowski Paweł Rańda | Wioślarstwo          | czwórka bez sternika wagi lekkiej | 5:49,39  | 17 sierpnia |
| Srebro | Piotr Małachowski                                                    | Lekkoatletyka        | rzut dyskiem                      | 67,82    | 19 sierpnia |
| Srebro | Maja Włoszczowska                                                    | Kolarstwo            | cross-country                     | 1:45:52  | 23 sierpnia |
| Srebro | Aneta Konieczna Beata Mikołajczyk                                    | Kajakarstwo          | dwójka 500 m                      | 1:42,092 | 23 sierpnia |
| Brąz   | Agnieszka Wieszczek                                                  | Zapasy               | styl wolny, waga ciężka           | 2:0      | 17 sierpnia |
| Brąz   | Marcin Dołęga                                                        | Podnoszenie ciężarów | waga ciężka                       | 420,0    | 18 sierpnia |

### Indywidualna klasyfikacja medalowa
| Lp. | Zawodnik                              | złoto | srebro | brąz |   |
| --- | ------------------------------------- | ----- | ------ | ---- | - |
| 1   | Tomasz Majewski (pchnięcie kulą)      | 1     | 0      | 0    | 1 |
| 1   | Konrad Wasielewski (wioślarstwo)      | 1     | 0      | 0    | 1 |
| 1   | Marek Kolbowicz (wioślarstwo)         | 1     | 0      | 0    | 1 |
| 1   | Michał Jeliński (wioślarstwo)         | 1     | 0      | 0    | 1 |
| 1   | Adam Korol (wioślarstwo)              | 1     | 0      | 0    | 1 |
| 1   | Leszek Blanik (gimastyka)             | 1     | 0      | 0    | 1 |
| 1   | Szymon Kołecki (podnoszenie ciężarów) | 1     | 0      | 0    | 1 |
| 2   | Tomasz Motyka (szermierka)            | 0     | 1      | 0    | 1 |
| 2   | Adam Wiercioch (szermierka)           | 0     | 1      | 0    | 1 |
| 2   | Radosław Zawrotniak (szermierka)      | 0     | 1      | 0    | 1 |
| 2   | Robert Andrzejuk (szermierka)         | 0     | 1      | 0    | 1 |
| 2   | Łukasz Pawłowski (wioślarstwo)        | 0     | 1      | 0    | 1 |
| 2   | Bartłomiej Pawełczak (wioślarstwo)    | 0     | 1      | 0    | 1 |
| 2   | Miłosz Bernatajtys (wioślarstwo)      | 0     | 1      | 0    | 1 |
| 2   | Paweł Rańda (wioślarstwo)             | 0     | 1      | 0    | 1 |
| 2   | Piotr Małachowski (rzut dyskiem)      | 0     | 1      | 0    | 1 |
| 2   | Maja Włoszczowska (kolarstwo)         | 0     | 1      | 0    | 1 |
| 2   | Aneta Konieczna (kajakarstwo)         | 0     | 1      | 0    | 1 |
| 2   | Beata Mikołajczyk (kajakarstwo)       | 0     | 1      | 0    | 1 |
| 3   | Agnieszka Wieszczek (zapasy)          | 0     | 0      | 1    | 1 |
| 3   | Marcin Dołęga (podnoszenie ciężarów)  | 0     | 0      | 1    | 1 |

## Reprezentanci

### Badminton
Kobiety
- Kamila Augustyn – gra pojedyncza, odpadła w 1/32 finału

Mężczyźni
- Przemysław Wacha – gra pojedyncza, odpadł w 1/8 finału
- Michał Łogosz, Robert Mateusiak – gra podwójna – odpadli w ćwierćfinale

Gra mieszana
- Nadia Kostiuczyk, Robert Mateusiak – odpadli w ćwierćfinale

### Boks
Mężczyźni
- Łukasz Maszczyk – waga papierowa (48 kg), odpadł w ćwierćfinale
- Rafał Kaczor – waga musza (51 kg), odpadł w 1/16 finału

### Gimnastyka
Kobiety
- Joanna Mitrosz – gimnastyka artystyczna: wielobój, zajęła 16. miejsce
- Marta Pihan – gimnastyka sportowa: wielobój, zajęła 46. miejsce

Mężczyźni
- Leszek Blanik – gimnastyka sportowa: skok –  złoty medal

### Jeździectwo
Mężczyźni
- Michał Rapcewicz – ujeżdżenie – zajął 23. miejsce
- Paweł Spisak – WKKW – zajął 19 miejsce
- Artur Społowicz – WKKW – zajął 52 miejsce

### Judo
Kobiety
- Katarzyna Piłocik – 70 kg – odpadła w 1. rundzie
- Urszula Sadkowska – 78+ kg – odpadła w 1. rundzie

Mężczyźni
- Tomasz Adamiec – 66 kg, odpadł w 1. rundzie
- Krzysztof Wiłkomirski – 73 kg, odpadł w 2. rundzie
- Robert Krawczyk – 81 kg – odpadł w finale repasaży i został sklasyfikowany na 7. miejscu
- Przemysław Matyjaszek – 100 kg – przegrał walkę o brązowy medal i został sklasyfikowany na 5. miejscu
- Janusz Wojnarowicz – 100+ kg, odpadł w repasażach

### Kajakarstwo
Kobiety
- Małgorzata Chojnacka – kajakarstwo klasyczne: K-1 500 m – odpadła w półfinale (15. wynik)
- Aneta Konieczna, Beata Mikołajczyk – kajakarstwo klasyczne: K-2 500 m –  srebrny medal
- Beata Mikołajczyk, Aneta Konieczna, Edyta Dzieniszewska, Dorota Kuczkowska – kajakarstwo klasyczne: K-4 500 m – zajęły 4. miejsce
- Agnieszka Stanuch – kajakarstwo górskie: K-1 – zajęła 5. miejsce

Mężczyźni
- Marek Twardowski – kajakarstwo klasyczne: K-1 500 m – odpadł w półfinale (12. wynik)
- Marek Twardowski, Adam Wysocki – kajakarstwo klasyczne: K-2 500 m – zajęli 8. miejsce
- Mariusz Kujawski, Adam Seroczyński – kajakarstwo klasyczne: K-2 1000 m – zajęli 4. miejsce, wynik anulowany z powodu dopingu Seroczyńskiego
- Marek Twardowski, Tomasz Mendelski, Paweł Baumann, Adam Wysocki – kajakarstwo klasyczne: K-4 1000 m – zajęli 6. miejsce
- Paweł Baraszkiewicz – kajakarstwo klasyczne: C-1 500 m – zajął 8. miejsce
- Marcin Grzybowski – kajakarstwo klasyczne: C-1 1000 m – odpadł w półfinale, został sklasyfikowany na 10. miejscu
- Daniel Jędraszko, Roman Rynkiewicz – kajakarstwo klasyczne: C-2 500 m – zajęli 9. miejsce
- Paweł Baraszkiewicz, Wojciech Tyszyński – kajakarstwo klasyczne: C-2 1000 m – zajęli 7. miejsce
- Dariusz Popiela – kajakarstwo górskie: K-1 zajął 8. miejsce
- Krzysztof Bieryt – kajakarstwo górskie: C-1 zajął 8. miejsce
- Marcin Pochwała, Paweł Sarna – kajakarstwo górskie: C-2 – odpadli w półfinale i zostali sklasyfikowani na 8. miejscu

### Kolarstwo
Kobiety
- Paulina Brzeźna – kolarstwo szosowe: wyścig ze startu wspólnego, zajęła 8. miejsce
- Aleksandra Dawidowicz – kolarstwo górskie: cross country, zajęła 10. miejsce
- Maja Włoszczowska – kolarstwo górskie: cross country –  srebrny medal

Mężczyźni
- Przemysław Niemiec – kolarstwo szosowe: wyścig ze startu wspólnego, zajął 16. miejsce; jazda indywidualna na czas. zajął 34 miejsce
- Jacek Morajko – kolarstwo szosowe: wyścig ze startu wspólnego, zajął 55. miejsce
- Tomasz Marczyński – kolarstwo szosowe: wyścig ze startu wspólnego, zajął 84. miejsce
- Marek Galiński – kolarstwo górskie: cross country – zajął 13. miejsce
- Kamil Kuczyński – kolarstwo torowe: keirin, zajął 11. miejsce
- Łukasz Kwiatkowski – kolarstwo torowe: sprint indywidualny – odpadł w repasażach, sklasyfikowany na 17. miejscu
- Rafał Ratajczyk – kolarstwo torowe: wyścig punktowy, zajął 11. miejsce z 10 pkt
- Maciej Bielecki, Kamil Kuczyński, Łukasz Kwiatkowski – kolarstwo torowe: sprint drużynowy, odpadli w eliminacjach (13. czas)

### Lekkoatletyka
Mężczyźni
- Dariusz Kuć – 100 m – odpadł w ćwierćfinale (39. czas)
- Marcin Jędrusiński – 200 m – odpadł w ćwierćfinale (18. czas)
- Daniel Dąbrowski – 400 m – odpadł w eliminacjach (51. czas), 4x400 m – ostatecznie nie wystąpił w sztafecie
- Marcin Lewandowski – 800 m – odpadł w półfinale (20. czas)
- Paweł Czapiewski – 800 m – odpadł w eliminacjach (37. czas)
- Henryk Szost – maraton – zajął 34. miejsce
- Arkadiusz Sowa – maraton – zajął 54. miejsce
- Artur Noga – 110 m przez płotki – zajął 5. miejsce
- Marek Plawgo – 400 m przez płotki – zajął 6. miejsce
- Tomasz Szymkowiak – 3000 m z przeszkodami – odpadł w eliminacjach (23. czas)
- Marcin Nowak, Łukasz Chyła, Marcin Jędrusiński, Dariusz Kuć – 4 × 100 m – nie ukończyli biegu eliminacyjnego
- Robert Kubaczyk, Kamil Masztak – rezerwowi w sztafecie 4 × 100 m, nie wystąpili
- Marek Plawgo, Piotr Klimczak, Piotr Kędzia, Rafał Wieruszewski – zajęli 6. miejsce w sztafecie 4 × 400 m
- Kacper Kozłowski, Piotr Wiaderek – rezerwowi w sztafecie 4 × 400 m – nie wystąpili
- Rafał Augustyn – chód na 20 kilometrów – zajął 29. miejsce
- Jakub Jelonek – chód na 20 kilometrów – zajął 46. miejsce
- Rafał Fedaczyński – chód na 50 kilometrów – zajął 8. miejsce
- Grzegorz Sudoł – chód na 50 kilometrów – zajął 9. miejsce
- Artur Brzozowski – chód na 50 kilometrów – nie ukończył (dyskwalifikacja)
- Michał Bieniek – skok wzwyż – odpadł w eliminacjach (24. rezultat)
- Przemysław Czerwiński – skok o tyczce – zajął 11. miejsce
- Marcin Starzak – skok w dal – odpadł w eliminacjach (33. wynik)
- Tomasz Majewski – pchnięcie kulą –  złoty medal
- Piotr Małachowski – rzut dyskiem –  srebrny medal
- Szymon Ziółkowski – rzut młotem – zajął 5. miejsce (po dyskwalifikacji dwóch białoruskich medalistów za doping)[4]
- Igor Janik – rzut oszczepem – odpadł w eliminacjach (16. wynik)

Kobiety
- Daria Korczyńska – 100 m, – odpadła w ćwierćfinale (21. czas)
- Marta Jeschke – 200 m – odpadła w eliminacjach (33. czas), 4x100 m – biegła w eliminacjach
- Monika Bejnar – 400 m – odpadła w eliminacjach (31. czas), 4x400 m
- Anna Rostkowska – 800 m – odpadła w półfinale (12. czas)
- Anna Jakubczak-Pawelec – 1500 m – odpadła w eliminacjach (15. wynik)
- Sylwia Ejdys – 1500 m – odpadła w eliminacjach (16. wynik)
- Lidia Chojecka – 1500 m – odpadła w eliminacjach (31. wynik)
- Monika Drybulska – maraton – 24. miejsce
- Dorota Gruca – maraton – 30. miejsce
- Aurelia Kollasch – 100 m przez płotki – odpadła w półfinale (11. czas)
- Anna Jesień – 400 m przez płotki – zajęła 5. miejsce
- Wioletta Frankiewicz – 3000 m z przeszkodami – zajęła 7. miejsce
- Katarzyna Kowalska – 3000 m z przeszkodami – odpadła w eliminacjach (30. czas)
- Ewelina Klocek, Daria Korczyńska, Dorota Jędrusińska, Joanna Kocielnik – 4 × 100 m – zdyskwalifikowane w finale za przekroczenie strefy zmian
- Monika Bejnar, Anna Jesień, Jolanta Wójcik, Grażyna Prokopek-Janaček – 4 × 400 m – odpadły w eliminacjach (11. czas)
- Agnieszka Karpiesiuk, Izabela Kostruba – rezerwowe w sztafecie 4 × 400 m, nie wystąpiły
- Sylwia Korzeniowska – chód na 20 kilometrów – zajęła 21. miejsce
- Monika Pyrek – skok o tyczce – zajęła 5. miejsce
- Anna Rogowska – skok o tyczce – zajęła 10. miejsce
- Joanna Piwowarska – skok o tyczce – odpadła w eliminacjach (19. wynik)
- Krystyna Zabawska – pchnięcie kulą – odpadła w eliminacjach, nie zaliczyła żadnej odległości spalając wszystkie rzuty
- Wioletta Potępa – rzut dyskiem – odpadła w eliminacjach (17. wynik)
- Joanna Wiśniewska – rzut dyskiem – odpadła w eliminacjach (18. wynik)
- Żaneta Glanc – rzut dyskiem – odpadła w eliminacjach, jako jedyna z 38 zawodniczek nie zaliczyła żadnej odległości spalając wszystkie rzuty
- Anita Włodarczyk – rzut młotem – zajęła 4. miejsce
- Kamila Skolimowska – rzut młotem – spaliła wszystkie 3 próby w finale, sklasyfikowana na 12. miejscu
- Małgorzata Zadura – rzut młotem – odpadła w eliminacjach (38. wynik)
- Barbara Madejczyk – rzut oszczepem – zajęła 6. miejsce
- Urszula Piwnicka – rzut oszczepem- odpadła w eliminacjach (14. wynik)
- Karolina Tymińska – siedmiobój – zajęła 7. miejsce (po dyskwalifikacji Ukrainki Błonśkiej za doping)
- Kamila Chudzik – siedmiobój – zajęła 15. miejsce (po dyskwalifikacji Ukrainki Błonśkiej za doping)

### Łucznictwo
Kobiety
- Iwona Marcinkiewicz – indywidualnie, odpadła w 1/16 finału
- Małgorzata Sobieraj-Ćwienczek – indywidualnie, odpadła w 1/16 finału
- Justyna Mospinek – indywidualnie, odpadła w 1/32 finału
- drużyna (Marcinkiewicz, Mospinek, Sobieraj-Ćwienczek) odpadła w ćwierćfinale i została sklasyfikowana na 6. miejscu

Mężczyźni
- Jacek Proć – odpadł w 1/8 finału, sklasyfikowany ostatecznie na 12. miejsce, w pierwszej rundzie ustanowił rekord olimpijski (116 pkt)
- Rafał Dobrowolski – indywidualnie – odpadł w 1/8 finału (14. wynik)
- Piotr Piątek – indywidualnie, odpadł w 1/32 finału
- drużyna (Dobrowolski, Piątek, Proć) odpadła w ćwierćfinale i została sklasyfikowana na 5. miejscu

### Pięciobój nowoczesny
Kobiety
- Paulina Boenisz – indywidualnie – zajęła 6. miejsce
- Sylwia Czwojdzińska – indywidualnie – zajęła 17. miejsce

Mężczyźni
- Bartosz Majewski – indywidualnie – zajął 21. miejsce
- Marcin Horbacz – indywidualnie – zajął 13. miejsce

### Piłka ręczna
Mężczyźni
- Trener: Bogdan Wenta – zajęli 5. miejsce
- Karol Bielecki
- Mateusz Jachlewski
- Bartłomiej Jaszka
- Mariusz Jurasik
- Bartosz Jurecki
- Michał Jurecki
- Krzysztof Lijewski
- Marcin Lijewski
- Paweł Piwko
- Artur Siódmiak
- Sławomir Szmal
- Grzegorz Tkaczyk
- Tomasz Tłuczyński
- Marcin Wichary
- Rafał Kuptel (rezerwowy – nie wystąpił w żadnym spotkaniu)

### Piłka siatkowa
Kobiety
- Trener: Marco Bonitta – brak awansu z fazy grupowej, 9 miejsce.
- Anna Barańska
- Agnieszka Bednarek
- Katarzyna Gajgał
- Małgorzata Glinka
- Joanna Kaczor
- Maria Liktoras
- Anna Podolec
- Milena Rosner
- Milena Sadurek
- Katarzyna Skorupa
- Katarzyna Skowrońska
- Mariola Zenik

Mężczyźni
- Trener: Raúl Lozano – 5/8. miejsce (przegrany ćwierćfinał 2:3 z Włochami)
- Krzysztof Gierczyński
- Piotr Gruszka
- Krzysztof Ignaczak
- Łukasz Kadziewicz
- Marcin Możdżonek
- Daniel Pliński
- Sebastian Świderski
- Marcin Wika
- Michał Winiarski
- Mariusz Wlazły
- Paweł Woicki
- Paweł Zagumny

### pływanie
Kobiety
- Agata Korc
  - 50 m stylem dowolnym – odpadła w eliminacjach (17. czas)
  - 100 m stylem dowolnym – odpadła w eliminacjach (20. czas)
- Paulina Barzycka
  - 200 m stylem dowolnym – odpadła w eliminacjach (32. czas)
- Otylia Jędrzejczak
  - 400 m stylem dowolnym – odpadła w eliminacjach (9. czas)
  - 100 m stylem motylkowym – odpadła w eliminacjach (17. czas)
  - 200 m stylem motylkowym – zajęła 4. miejsce
- Karolina Szczepaniak
  - 800 m stylem dowolnym – odpadła w eliminacjach (35. czas)
- Zuzanna Mazurek
  - 100 m stylem grzbietowym – odpadła w eliminacjach (35. czas)
  - 200 m stylem grzbietowym – odpadła w eliminacjach (21.czas)
- Katarzyna Baranowska
  - 200 m stylem zmiennym – zajęła 8. miejsce
  - 400 m stylem zmiennym – odpadła w eliminacjach (9. czas)
- Paulina Barzycka, Katarzyna Wilk, Karolina Szczepaniak, Katarzyna Baranowska
  - 4 × 200 m stylem dowolnym – sztafeta odpadła w półfinale (15. czas)
- Joanna Budzis
  - 4 × 200 m stylem dowolnym – zawodniczka rezerwowa (nie wystąpiła)

Mężczyźni
- Bartosz Kizierowski
  - 50 m stylem dowolnym – odpadł w półfinale (15. czas)
- Łukasz Gąsior
  - 200 m stylem dowolnym – odpadł w eliminacjach (34. czas)
- Przemysław Stańczyk
  - 400 m stylem dowolnym – odpadł w eliminacjach (19. czas)
- Paweł Korzeniowski
  - 400 m stylem dowolnym – odpadł w eliminacjach (22. czas)
  - 100 m stylem motylkowym – nie wystartował w eliminacjach
  - 200 m stylem motylkowym – zajął 6. miejsce
- Mateusz Sawrymowicz
  - 1500 m stylem dowolnym – odpadł w eliminacjach (9. czas)
- Maciej Hreniak
  - 1500 m stylem dowolnym – odpadł w eliminacjach (24. czas)
- Łukasz Wójt
  - 200 m stylem zmiennym – odpadł w eliminacjach (26. czas)
- Łukasz Gąsior, Łukasz Wójt, Michał Rokicki, Przemysław Stańczyk
  - 4 × 200 m stylem dowolnym – sztafeta odpadła w półfinale (14. czas)
- Łukasz Gimiński
  - 4 × 200 m stylem dowolnym – zawodnik rezerwowy (nie wystąpił)

### Podnoszenie ciężarów
Kobiety
- Marzena Karpińska – 48 kg, zajęła 7. miejsce
- Aleksandra Klejnowska – 58 kg, zajęła 6. miejsce
- Marieta Gotfryd – 58 kg, zajęła 10. miejsce
- Dominika Misterska – 63 kg, zajęła 11. miejsce

Mężczyźni
- Krzysztof Szramiak – 77 kg – zajął 8. miejsce
- Bartłomiej Bonk – 94 kg – nie został sklasyfikowany (zajął 8. miejsce w rwaniu, nie zaliczył żadnej próby w podrzucie)
- Szymon Kołecki – 94 kg –  złoty medal (po dyskwalifikacji Kazacha za doping)
- Marcin Dołęga – 105 kg –  brązowy medal (po dyskwalifikacji Rosjanina za doping)
- Robert Dołęga – 105 kg – zajął 7. miejsce (po dyskwalifikacjach Rosjanina i Ukraińca za doping)
- Grzegorz Kleszcz – 105+ kg – zajął 7. miejsce

### Strzelectwo
Kobiety
- Mirosława Sagun-Lewandowska – pistolet sportowy (psp 30+30), zajęła 22, miejsce;pistolet pneumatyczny (ppn 40), zajęła 5. miejsce
- Sławomira Szpek – pistolet sportowy (psp 30+30), zajęła 36. miejsce; pistolet pneumatyczny (ppn 40), zajęła 30. miejsce
- Sylwia Bogacka – karabinek sportowy (ksp 3x20), zajęła 10. miejsce; karabin pneumatyczny (kpn 40), zajęła 8. miejsce
- Agnieszka Staroń – karabinek sportowy (ksp 3x20), zajęła 11. miejsce; karabin pneumatyczny (kpn 40), zajęła 25. miejsce

Mężczyźni
- Wojciech Knapik – pistolet pneumatyczny (ppn 60), zajął 23. miejsce (po dyskwalifikacji reprezentanta Korei Północnej); pistolet dowolny (pdw 60), zajął 38. miejsce (po dyskwalifikacji reprezentanta Korei Północnej)
- Robert Kraskowski – karabin dowolny 3 pozycje (kdw 3x40) zajął 33. miejsce, karabin pneumatyczny (kpn 60), zajął 33. miejsce; karabin dowolny leżąc (kdw 60), zajął 25. miejsce

### Szermierka
Kobiety
- Sylwia Gruchała – floret, odpadła w 1/16 finału
- Magdalena Mroczkiewicz – floret, odpadła w 1/16 finału
- Małgorzata Wojtkowiak – floret, odpadła w 1/16 finału
- drużyna (Gruchała, Mroczkiewicz, Wojtkowiak, Karolina Chlewińska) – floret, zajęła 7. miejsce
- Bogna Jóźwiak – szabla, odpadła w 1/8 finału
- Irena Więckowska – szabla, odpadła w 1/8 finału
- Aleksandra Socha – szabla, odpadła w 1/16 finału
- drużyna (Jóźwiak, Socha, Więckowska) – szabla, zajęła 6. miejsce

Mężczyźni
- Sławomir Mocek – floret, odpadł w 1/8 finału
- Marcin Koniusz – szabla, odpadł w 1/16 finału
- Radosław Zawrotniak – szpada, odpadł w ćwierćfinale, sklasyfikowany na 6. miejscu
- Tomasz Motyka – szpada, odpadł w 1/16 finału
- Adam Wiercioch – szpada, odpadł w 1/32 finału
- drużyna (Motyka, Wiercioch, Zawrotniak. Robert Andrzejuk) – szpada –  srebrny medal

### Tenis
Kobiety
- Agnieszka Radwańska, – gra pojedyncza, odpadła w 2. rundzie
- Marta Domachowska – gra pojedyncza, odpadła w 1. rundzie
- Klaudia Jans, Alicja Rosolska – gra podwójna, odpadły w 1. rundzie
- Marta Domachowska, Agnieszka Radwańska – gra podwójna, odpadły w 1. rundzie

Mężczyźni
- Marcin Matkowski, Mariusz Fyrstenberg – gra podwójna, odpadli w ćwierćfinale -sklasyfikowani na 5. miejscu

### Tenis stołowy
Kobiety
- Li Qian – indywidualnie – odpadła w II rundzie (w I miała wolny los)
- Xu Jie – indywidualnie – odpadła w I rundzie
- drużyna: Li Qian, Xu Jie, Natalia Partyka – odpadły w eliminacjach

Mężczyźni
- Lucjan Błaszczyk – indywidualnie – odpadł w III rundzie

### Triathlon
Kobiety
- Ewa Dederko – indywidualnie, zajęła 30. miejsce
- Maria Cześnik – indywidualnie, zajęła 35. miejsce

Mężczyźni
- Marek Jaskółka – indywidualnie, nie został sklasyfikowany

### Wioślarstwo
Kobiety
- Julia Michalska – jedynka – zajęła 6. miejsce

Mężczyźni
- Piotr Hojka, Jarosław Godek – dwójka podwójna, odpadła w repasażach, zajęła 14. miejsce
- Łukasz Pawłowski, Bartłomiej Pawełczak, Miłosz Bernatajtys, Paweł Rańda – czwórka bez sternika wagi lekkiej –  srebrny medal
- Konrad Wasielewski, Marek Kolbowicz, Michał Jeliński, Adam Korol – czwórka podwójna –  złoty medal
- Sebastian Kosiorek, Michał Stawowski, Patryk Brzeziński, Sławomir Kruszkowski, Rafał Hejmej, Marcin Brzeziński, Wojciech Gutorski, Mikołaj Burda i Daniel Trojanowski – ósemka zajęła 5. miejsce

### Zapasy
Kobiety
- Monika Michalik – zapasy kobiet: 63 kg – odpadła w ćwierćfinale, została sklasyfikowana na 8. miejscu
- Agnieszka Wieszczek – zapasy kobiet: 72 kg –  brązowy medal

Mężczyźni
- Julian Kwit – styl klasyczny: 74 kg, odpadł w 1. rundzie, został sklasyfikowany na 13. miejscu
- Artur Michalkiewicz – styl klasyczny: 84 kg, odpadł w 1. rundzie, został sklasyfikowany na 16. miejscu
- Marek Mikulski – styl klasyczny: 120 kg, odpadł w 1. rundzie, został sklasyfikowany na 12. miejscu
- Krystian Brzozowski – styl wolny: 74 kg, odpadł w 1. rundzie, został sklasyfikowany na 16. miejscu
- Radosław Horbik – styl wolny: 84 kg, odpadł w 1. rundzie, został sklasyfikowany na 16. miejscu
- Mateusz Gucman – styl wolny: 96 kg, odpadł w 1. rundzie, został sklasyfikowany na 17. miejscu
- Bartłomiej Bartnicki – styl wolny: 120 kg, odpadł w 1. rundzie, został sklasyfikowany na 12. miejscu

### Żeglarstwo
Kobiety
- Zofia Klepacka – RS:X – zajęła 7. miejsce
- Katarzyna Szotyńska – Laser Radial – zajęła 9. miejsce

Mężczyźni
- Przemysław Miarczyński – RS:X – zajął 16. miejsce
- Maciej Grabowski – Laser – zajął 16. miejsce
- Rafał Szukiel – Finn, zajął 10. miejsce
- Patryk Piasecki, Kacper Ziemiński – 470 – zajęli 19. miejsce
- Marcin Czajkowski, Krzysztof Kierkowski – 49 er, zajęli 16. miejsce
- Mateusz Kusznierewicz, Dominik Życki – Star – zajęli 4. miejsce